# امپیتیگودا
امپیتیگودا (به لاتین: Ampitigoda) یک منطقهٔ مسکونی در سری‌لانکا است که در استان مرکزی (سری‌لانکا) واقع شده‌است.